# Pascal Lemaître
Pour les articles homonymes, voir Lemaître.
Pascal Lemaître, né le 6 février 1967 à Bruxelles (province de Brabant, actuellement région de Bruxelles-Capitale), est un dessinateur de bande dessinée, auteur, illustrateur belge de littérature jeunesse et enseignant, de langue française.

## Biographie
Pascal Lemaître naît le 6 février 1967 à Bruxelles,,. Il avoue qu'enfant, il était inondé de cartoons et qu'il était fan d’André Franquin. Il se forme artistiquement à La Cambre dans l'atelier de communication graphique,.
Depuis 1990, il travaille pour la presse  adulte et enfantine en Belgique, en France et aux États-Unis dans The New Yorker, The New York Times et The Wall Street Journal. Il illustre quatre albums écrits par l'écrivaine Toni Morrison (prix Nobel de littérature) publiés dans la collection « Mini BD » aux éditions Casterman en 2004 et réédités en 2011 dans la collection « Mille bulles » aux éditions L’École des loisirs.
À la fin des années 1980, il collabore au magazine Schtroumpf ! de Peyo. Puis, il collabore épisodiquement à Spirou en illustrant des rubriques rédactionnelles ou de courts récits de bande dessinée avec David De Thuin de 1993 à 2008. De 1994 à 1995, il fait deux apparitions dans Fluide glacial.
Comme affichiste, il réalise les affiches du musée de la photographie à Charleroi en 1989 et celle du Festival du dessin animé et du film d'animation en 1995.
Il illustre Sciences pas bêtes pour les 7 à 107 ans écrit par Bertrand Fichou et Marc Beynié et publié par Bayard jeunesse en 2015. Cet ouvrage lui vaut d'être récipiendaire du prix Le goût des sciences Catégorie 2 : « la science expliquée aux jeunes » délivré par le Ministère de l'Enseignement supérieur la même année.
En 2015, le Musée Tomi-Ungerer à Strasbourg organise une exposition intitulée Tomi Ungerer invite Pascal Lemaître où il présente son travail d’illustrateur, exposition saluée par Bill Steig. En 2016, il illustre l'enfance de Stéphane Hessel dans l'ouvrage Dessine-moi un homme publié aux Éditions de l'Aube. L'année suivante (2020), il illustre Tout le monde a peur écrit par Rascal chez son éditeur historique.
En 2020, il rend hommage aux libraires dans Vivons livres !.
Il expose ses œuvres au Palais des Beaux-Arts de Bruxelles dans le cadre de Jeunesse et Arts Plastiques, à la galerie Sans Titre ainsi qu'à la Maison de Marijke Schreurs. Il collabore également à Khméropédies, I, II et III, chorégraphies de son épouse Emmanuèle Phuon.
Il est lauréat d'une bourse d'aide à la création en 2008, 2012, 2017 et 2020 de la Fédération Wallonie-Bruxelles.
En 2021 il illustre Le petit livre pour parler des enfants migrants, sur un texte Sophie Bordet-Petillon.
Parallèlement, il est enseignant à La Cambre.

### Vie privée
Il demeure à Bruxelles.

## Œuvre

### Publications

#### Auteur-illustrateur
- Le Petit Cordonnier de Venise, L’École des loisirs, Pastel, 2007  (ISBN 9782211087988)
- Vleck[4], L’École des loisirs, Pastel, 2012  (ISBN 9782211209113)
- Milady Coccinelle[17], L’École des loisirs, Pastel, 2016  (ISBN 9782211225663)
- La Fleur des marais, L’École des loisirs, Pastel, 2017  (ISBN 9782211231541).

#### Illustrateur
- Éléphant Puce, textes de Pierre Coran, ill. de Pascal Lemaître, Artis, 2000.
- Les Légumes, textes de François Hanozet, illustré par Pascal Lemaître, L’École des loisirs, Pastel, 2004  (ISBN 9782211074469)
- L'Eau verte, L'École des loisirs, coll. « Neuf poche », 2005
- Le Loup dans la bergerie, textes de Rascal, L'École des loisirs, Pastel, 2006
- Ogre noir, textes de Rascal, L'École des loisirs, Pastel, 2006
- Métier écrivain, de Pierre Mezinski, illustrations Pascal Lemaître, La Martinière jeunesse, coll. « Hydrogène », 2007  (ISBN 9782732436043)
- Le Chevalier qui cherchait ses chaussettes, textes de Christian Oster, L'École des loisirs, coll. « Mouche », 2007  (ISBN 9782211084628)
- La Poule prend le train, L'École des loisirs, coll. « Neuf », 2007
- Tout ce qu'il faut savoir sur les méchants !, textes de Toni Morrison, Slade Morrison, illustré par Pascal Lemaître, Milan Jeunesse, 2007  (ISBN 9782745924117)
- La Princesse transformée en steak-frites, L'École des loisirs, coll. « Neuf », 2008
- Les Pensées de Rascal, textes de Rascal, illustré par Pascal Lemaître, L'Édune, coll. « Papillotes », 2009
- Pour m'endormir, j'éteins mes yeux, L'École des loisirs, Pastel, 2009
- Le Kit de l'école du rire, textes de Stéphane Rose, illustré par Pascal Lemaître, Milan Jeunesse, 2009  (ISBN 9782745939050)
- Voyage en autopuce[18], textes de Maureen Dor, illustré par Pascal Lemaître, Éditions Clochette, coll. « Zygomots », 2011  (ISBN 9782354501624)
- Œufs bleus et compagnie, L'École des loisirs, coll. « Neuf », 2011
- Tout le monde fait caca !, textes de Rascal, L'École des loisirs, Pastel, 2011  (ISBN 9782211204293)
- Pas tout à fait vampire, L'École des loisirs, Pastel, 2012
- Dormir avec une fille, L'École des loisirs, coll. « Mouche », 2012
- Slip hip hip hourra !, textes de Pierre Coran, L'École des loisirs, Pastel, 2013  (ISBN 9782211208475).
- Chevaliers et princesses avec gigot, textes de Christian Oster, illustré par Pascal Lemaître, Delphine Perret, Audrey Poussier, L'École des loisirs, coll. « Mouche », 2013
- Bonne ou mauvaise idée, L'École des loisirs, Pastel, 2014
- Ma meilleure amie a une meilleure amie, L'École des loisirs, coll. « Mouche », 2014
- Sciences pas bêtes pour les 7 à 107 ans, textes de Bertrand Fichou et Marc Beynie, illustré par Pascal Lemaître, Bayard jeunesse, 2015  (ISBN 9782747052283),prix Le goût des sciences 2015.
- Quel œuf[19] !, de Sally Grindley, L'École des loisirs, Pastel, 2015  (ISBN 9782211221993)
- Musique pas bête adaptation de l'émission de radio Klassiko Dingo de Nicolas Lafitte, avec Bertrand Fichou, illustré par Pascal Lemaître, Bayard Jeunesse et Radio France éditions, 2016.
- Dessine-moi un homme[14], textes de Stéphane Hessel, illustré par Pascal Lemaître, Éditions de l'Aube, 2016, 140 p.  (ISBN 9782815920650)
- La Joie de créer, textes de Michel Troisgros avec Denis Lafay, illustré par Pascal Lemaître, L'Aube, coll. « Monde en cours », 2017, 192 p.  (ISBN 9782815925969)
- Chantons pas bête, textes de Nicolas Lafitte, illustré par Pascal Lemaître, Bayard Jeunesse, 2018[20]  (ISBN 9791036303241).
- Dick le lambin, Dick l'éclair, textes de Peter Neumeyer, L'École des loisirs, Pastel, 2018  (ISBN 9782211236386)
- Les Grandes Questions philo pour les 7 à 107 ans, textes d'Anne-Sophie Chilard et Jean-Charles Pettier, illustré par Pascal Lemaître, Bayard Jeunesse, 2019  (ISBN 9791036305535)
- Nico et Loïc et la mouche de mai,  Sylvie Baud-Stef (textes ), Éditions Averbode , coll. « Récits-Express », 2019 (OCLC 1354317123)
- Tout le monde a peur (et c'est bien normal !), textes de Rascal, L'École des loisirs, Pastel, 2020  (ISBN 9782211301763)
- Parmi des millions, textes de Hubert Reeves, illustré par Pascal Lemaître, L'Aube, 2020  (ISBN 978-2-8159-4051-1)
- Tetti, la sauterelle de Vincent, textes de Caroline Lamarche, L'École des loisirs, Pastel, 2021  (ISBN 9782211307574)
- Le petit livre pour parler des enfants migrants, texte Sophie Bordet-Petillon, préface Dr Xavier Emmanuelli, Bayard jeunesse, DL 2021
- Le Roi a froid, textes de Alice Brière-Haquet, Glénat Jeunesse, coll. « 3 p'tits tours et puis lisons ! », 2021  (ISBN 9782344046128)
- Le Numérique pas bête, textes de Romain Gallissot, Bayard Jeunesse, coll. « Questions pas bêtes », 2021  (ISBN 9791036317163)
- L'Histoire pas bête, textes de Jean-Michel Billioud, Bayard Jeunesse, coll. « Questions pas bêtes », 2022  (ISBN 9791036329081)
- L'Irrésistible Perlimpinpin, textes de Andréa Nève[21], L'École des loisirs, Pastel, 2023  (ISBN 9782211318624)
- Paupières de sel[22], textes de Muriel Logist, illustré par Pascal Lemaître, La pierre d’alun, coll. « La petite pierre » », 2023, 64 p.,  (ISBN 9782874291265),préface de Claude Louis-Combet.

#### Bande dessinée

##### À ton avis...
- 1. Le Lion ou la souris, Casterman, coll. « Mini BD », Bruxelles, avril 2004
Scénario : Toni Morrison, Slade Morrison - Dessin et couleurs : Pascal Lemaître -  (ISBN 978-2-203-11250-6)
- 2. La Cigale ou la fourmi, Casterman, coll. « Mini BD », Bruxelles, avril 2004
Scénario : Toni Morrison, Slade Morrison - Dessin et couleurs : Pascal Lemaître -  (ISBN 978-2-203-11251-3),Réédition L’École des loisirs, coll. « Mille bulles », 2011  (ISBN 9782211203241).

##### Le Vieil Homme ou le serpent?
- 3. Le Vieil Homme ou le serpent ?, Casterman, coll. « Mini BD », Bruxelles, 30 mai 2004
Scénario : Toni Morrison, Slade Morrison - Dessin et couleurs : Pascal Lemaître -  (ISBN 978-2-203-11252-0),Réédition L’École des loisirs, coll. « Mille bulles », 2011  (ISBN 978-2-211-20215-2).

#### Revues
- Dlire[7] (Bayard Presse, coll. « 9/13 ans »)
  - 2002 : publication dans le no 51

- J'aime lire[7] (Bayard Presse)
  - 2003 : publication dans le no 321
  - 2008 : publication dans le no 373

- Mes premiers J'aime lire (Bayard Jeunesse)
  - 2007 : publication dans le no 64
  - 2014 : publication dans les nos 145 et 146
  - 2017 : publication dans le no 174

- Moi je lis (Milan Jeunesse, coll. « 8/12 ans »)
  - 2003 : publication dans les nos 189, 194
  - 2004 : publication dans les nos 195, 199 à 204.

#### Écrits
- Pascal Lemaître, « Pascal Lemaître: «Il me semble que le travail de Philippe Geluck a fleuri dans les jardins de nos surréalistes belges» », Le Soir,‎ 5 mai 2021 (lire en ligne , consulté le 22 mars 2024).

### Expositions

#### Expositions individuelles
- Tomi Ungerer invite Pascal Lemaître, Musée Tomi-Ungerer, Strasbourg, 2015[13].
- Sélection de dessins dans les carnets de Pascal Lemaître[23], Cycle Farm Fleurs, Linkebeek, du 5 juin au 21 juin 2020.

#### Expositions collectives
- Galerie Triforium, Bibliothèque Solvay, Etterbeek avec Benoît van Innis du 11 février au 4 avril 2021[24],[25] ,[26].
- Animaleries[27] avec Josse Goffin, Philippe Geluck et David Merveille, Galerie Quadri, Bruxelles du 15 janvier au 15 février 2025.

## Prix et distinctions
- 2015 :  prix Le goût des sciences Catégorie 2 : « la science expliquée aux jeunes » délivré par le Ministère de l'Enseignement supérieur pour Sciences pas bêtes pour les 7 à 107 ans partagé avec Bertrand Fichou et Marc Beynié[12],[28]. Ce prix récompense un produit littéraire visant à familiariser les 9-13 ans avec les questions scientifiques et à leur donner le goût des sciences[12].

Trois de ses ouvrages font partie de la « Bibliothèque idéale » du Centre national de la littérature pour la jeunesse (BnF) en 2024 : Le Roman de Renart (2007), Vleck (2012) et Le Diable de monsieur Wai (2018).

#### Livres
: document utilisé comme source pour la rédaction de cet article.
- Pascale Eben et Karine Magis, Répertoire des auteurs et illustrateurs de livres pour l'enfance et la jeunesse en Wallonie et à Bruxelles, Bruxelles, Wallonie-Bruxelles International, 2014, 192 p., ill. ; 26 cm (ISBN 9782930758008 et 2930758007, OCLC 944278134, lire en ligne), p. 114. .
- Pascal Lemaître, Conversation avec Daniel Fano, Gerpinnes, Tandem, coll. « Conversation avec », 2014, 108 p., ill. ; 18 cm (ISBN 9782873491161 et 2873491167, OCLC 1400901657).

#### Périodiques
- Isabelle Decuyper, « Portrait d'auteur : Pascal Lemaître : la danse de l'illustration », Lectures, Centre de lecture publique de la Communauté française, no 166,‎ mai - juin 2010, p. 44-47 (lire en ligne, consulté le 17 juin 2025).
- Fanny Deschamps, « Le dessin comme engagement : portrait de Pascal Lemaitre », Le Carnet et les instants, Fédération Wallonie-Bruxelles, no 189,‎ janvier-mars 2016 (lire en ligne [PDF], consulté le 22 mars 2024).

#### Articles
- Pascal Lemaître (interviewé par Laurence Bertels), « L’entretien », La Libre Belgique,‎ 8 octobre 2012 (lire en ligne, consulté le 22 mars 2024).
- « Pascal Lemaître », Le Soir,‎ 30 octobre 2019 (lire en ligne , consulté le 22 mars 2024).

### Vidéographie
- [vidéo] « Marie France Botte et Pascal Lemaitre : Qui s'y frotte s'y pique », sur YouTube
- [vidéo] « Pascal Lemaître, illustrateur de la bande dessinée Le vieil homme ou le serpent ? », sur YouTube
- [vidéo] « Rencontre avec Sandra Edinger et Pascal Lemaître, auteurs et illustrateurs pour la jeunesse », sur YouTube